# 인플라톤
우주론에서 인플라톤(inflaton)은 초기 우주의 급팽창을 일으키는 가상의 스칼라장이다. 초기 모형에서는 힉스 장으로 생각되었으나, 오늘날에는 아직 발견되지 않은 새로운 스칼라장으로 생각된다.
대부분의 모형에서는 인플라톤은 스칼라이나, 인플라톤이 벡터장인 모형도 있다.

## 같이 보기
- 허블-르메트르 법칙
- 대폭발
- 우주상수
- 암흑 에너지